# Чиатурское месторождение
Чиатурское месторождение (груз. ჭიათურის საბადო) — месторождение марганцевых руд в Грузии, в регионе Имеретия.

## Описание
Месторождение расположено вблизи Дзирульского кристаллического массива. Оно разделено на части рекой Квирила и её притоками. Центром разработки месторождения является город Чиатура.
Состоит в основном из осадочных пород мезозойского и палеоген-неогенового возраста, которые имеют субгоризонтальное залегание под углом 1°-6° с падением на северо-востоке. Марганцевые руды расположены рудными слоями по 30-35 см в количестве 3-18 штук и перемежаются с опоковидными кремнистыми породами. В верхней части расположены карбонатные и окисленные слои, а в нижней — оксидные; всего оксидные руды составляют 26,5 %, карбонатные — 45,1 %, окисленные — 15 % и смешанные — 14,4 %.

## Разработка

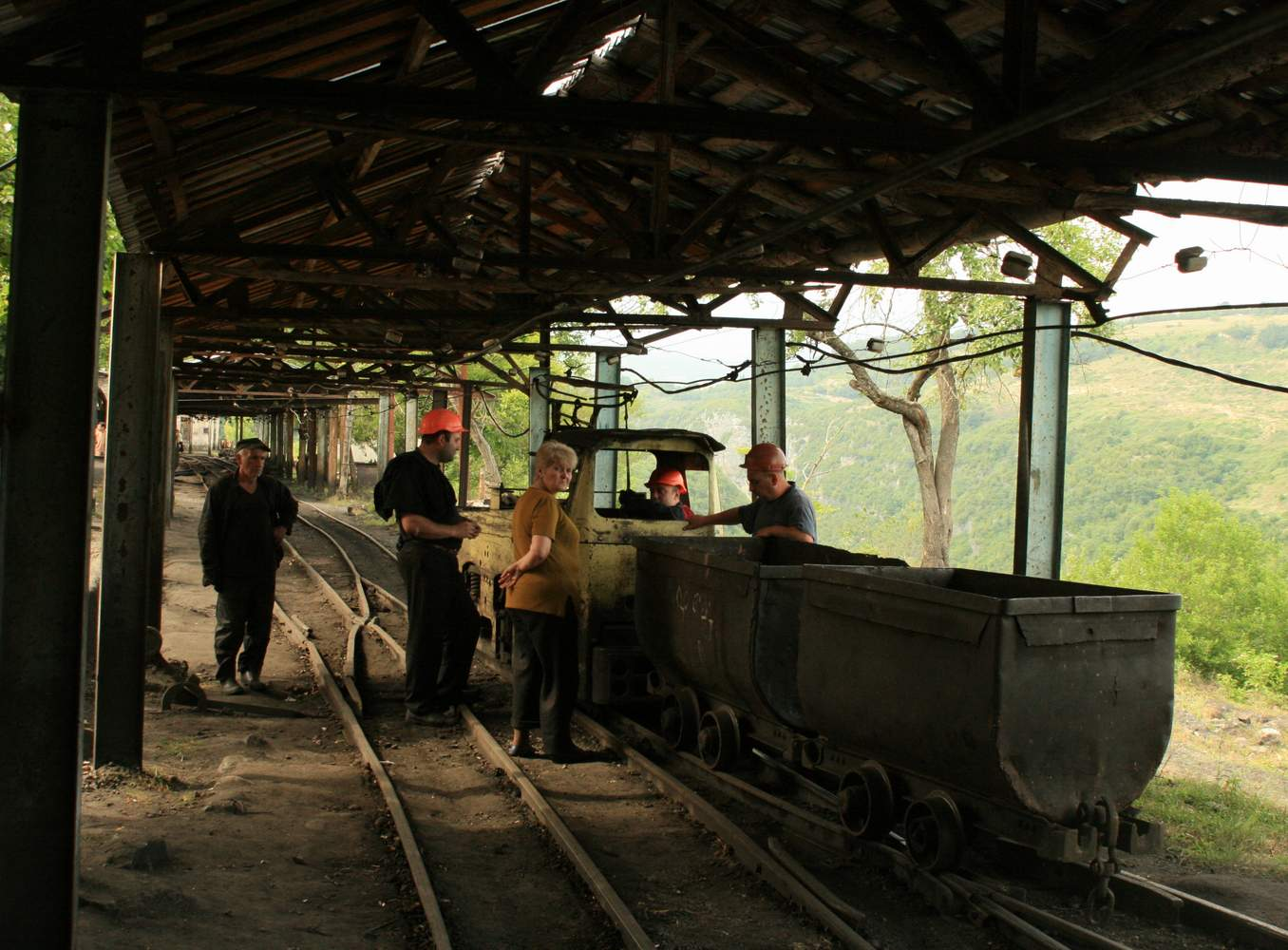
Марганцевый рудник, 2011 год

По состоянию на 1989 год разработка месторождения велась подземным (62 %) и открытым (38 %) способами. Разработка велась в зависимости от разновидности руд, которые добывались в том числе повторно на ранее разрабатывавшихся участках. Транспортировка осуществлялась как самосвалами, так и драглайнами.
За полтора века разработки месторождения требования защиты окружающей среды от загрязнения практически никогда не выполнялись. Значительная часть территории города Чиатура покрыта отходами марганцерудного производства, которые создают бугорчато-холмистый рельеф. В реке Квирила концентрация марганца составляет 600 мг/л, что выше среднего содержания в речных водах более чем в 50 тысяч раз; это придаёт ей специфический серовато-черный цвет. Из почвы вымываются опасные тяжёлые металлы, которые загрязнаяют почву и грунтовые воды.

## История
Месторождение открыто в 1846 году. В 1928 году на его базе был создан трест «Чиатурмарганец».